# Lazdijai (gemeente)
Lazdijai is een van de 60 Litouwse gemeenten, in het district Alytus.
De hoofdplaats is de gelijknamige stad Lazdijai. De gemeente telt 27.200 inwoners op een oppervlakte van 1309 km². De gemeente grenst aan Polen.

## Plaatsen
- 2 miestai: Lazdijai (5140 inw) en Veisiejai (1762 inw);
- 6 miesteliai: Kapčiamiestis, Krosna, Rudamina, Seirijai, Šeštokai en Šventežeris;